# Bill White
William Howard "Bill" White, född 16 juni 1954 i San Antonio, Texas, är en amerikansk demokratisk politiker. Han var borgmästare i Houston 2004–2010. Han kandiderade i guvernörsvalet i Texas 2010 men valet vanns av den sittande guvernören Rick Perry.
White gick i skola i Winston Churchill High School i San Antonio och avlade grundexamen i nationalekonomi vid Harvard University, varefter han avlade juristexamen vid University of Texas. Efter studierna flyttade han till Houston för att arbeta som advokat. Åren 1993–1995 tjänstgjorde han som USA:s biträdande energiminister. 1995 återvände han till Texas och var ordförande för demokraterna i Texas fram till 1998.
White efterträdde 2004 Lee P. Brown som borgmästare i Houston och efterträddes 2010 av Annise Parker.